# (1172) Äneas
(1172) Äneas ist ein Asteroid aus der Gruppe der Trojaner. Man bezeichnet damit Asteroiden, die auf den Lagrange-Punkten auf der Bahn des Jupiter um die Sonne laufen.
Benannt wurde der Asteroid nach Aeneas, einem legendären Helden des Trojanischen Krieges.